# Landkreis Niederbarnim

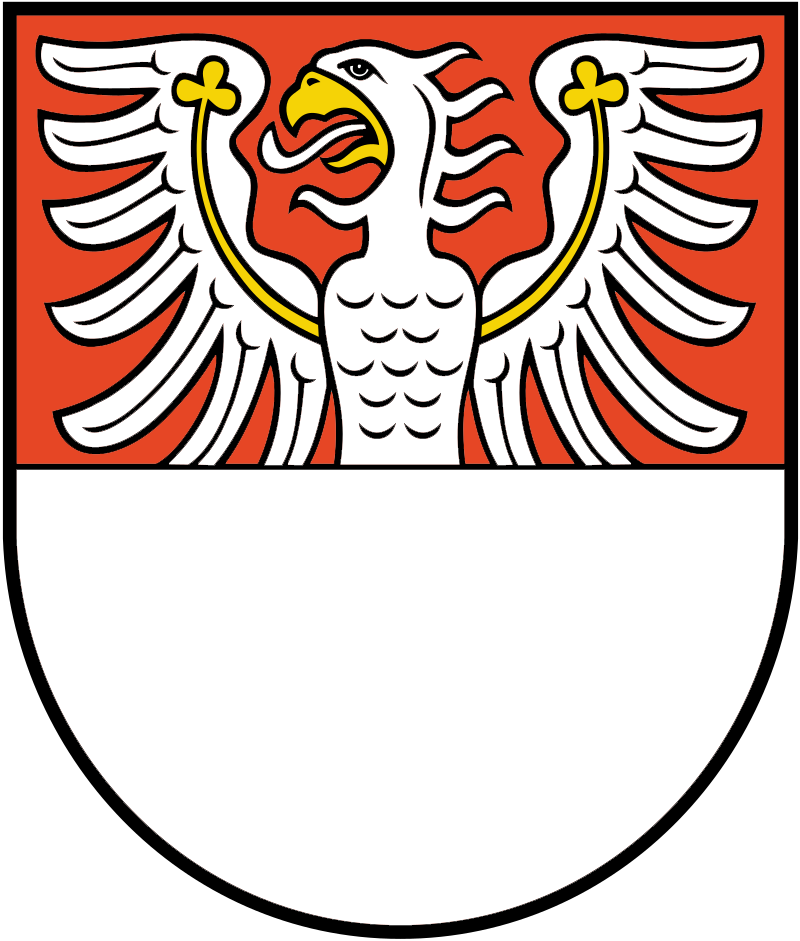
Wappen vom Niederbarnim

Der Landkreis Niederbarnim, ursprünglich  Kreis Niederbarnim, bis ins 19. Jahrhundert auch Niederbarnimscher Kreis genannt, war ein Landkreis, der bis 1952 in der preußischen Provinz Brandenburg und im Land Brandenburg der SBZ bzw. DDR bestand. Die Bezeichnung Niederbarnim wurde 1412 erstmals erwähnt und bezeichnete von 1451 (Aufteilung des Barnim in „Hohen Barnim“ (Oberbarnim) und „Niederbarnim“) bis 1952 eine regionale Verwaltungseinheit.
Der Landkreis umfasste fast das ganze Umland Berlins nördlich der Spree. Bis zur Gründung von Groß-Berlin am 1. Oktober 1920 gehörten zahlreiche heutige Stadtteile Berlins zu diesem Landkreis. Sein Pendant auf der südlichen Spreeseite war der Kreis Teltow. Beide Landkreise profitierten in extremem Maße von der Suburbanisierung der in enge Stadtgrenzen eingezwängten Hauptstadt. Die an Berlin angrenzenden Gemeinden wuchsen in wenigen Jahren von Dörfern zu Vorstädten mit fünfstelliger Einwohnerzahl heran. Anders als viele der im Kreis Teltow gelegenen Gemeinden waren die Niederbarnimer Vororte überwiegend von Arbeitern bewohnt und hatten ein niedriges Steueraufkommen.
Heute ist das ehemalige Kreisgebiet aufgeteilt auf die Berliner Bezirke Spandau, Charlottenburg-Wilmersdorf, Reinickendorf, Mitte, Pankow, Friedrichshain-Kreuzberg, Lichtenberg, Marzahn-Hellersdorf und Treptow-Köpenick, sowie die Brandenburger Landkreise Barnim, Oberhavel, Märkisch-Oderland und Oder-Spree.

## Geographie
Der Kreis Niederbarnim umfasste den südlichen und westlichen Teil der Hochfläche des Barnim. Seine Südgrenze bildete die Spree, seine Westgrenze die Havel. Der Kreis kann entlang der Panke geteilt werden. Der Westteil lag an der unteren Havel und wurde von der Finow und dem Tegeler Fließ durchflossen. Der Ostteil lag an der unteren Spree, hatte ursprünglich die Rüdersdorfer Gewässer als Ostgrenze und wurde von der Senitz, der Erpe und der Wuhle durchflossen.

## Verwaltungsgeschichte

### Preußen

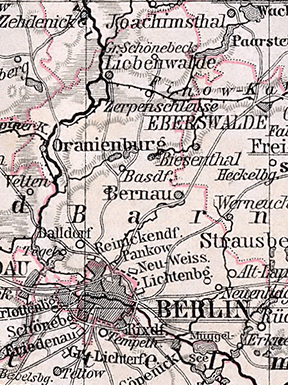
Das Kreisgebiet 1905

In der nachmittelalterlichen Zeit bildete sich in der Mark Brandenburg eine Gliederung in Kreise heraus. Einer dieser historischen Kreise war der Niederbarnimsche Kreis bzw. Kreis Niederbarnim. Bis zur Franzosenzeit wurde auch die Stadt Berlin mit zum Kreis Niederbarnim gerechnet.

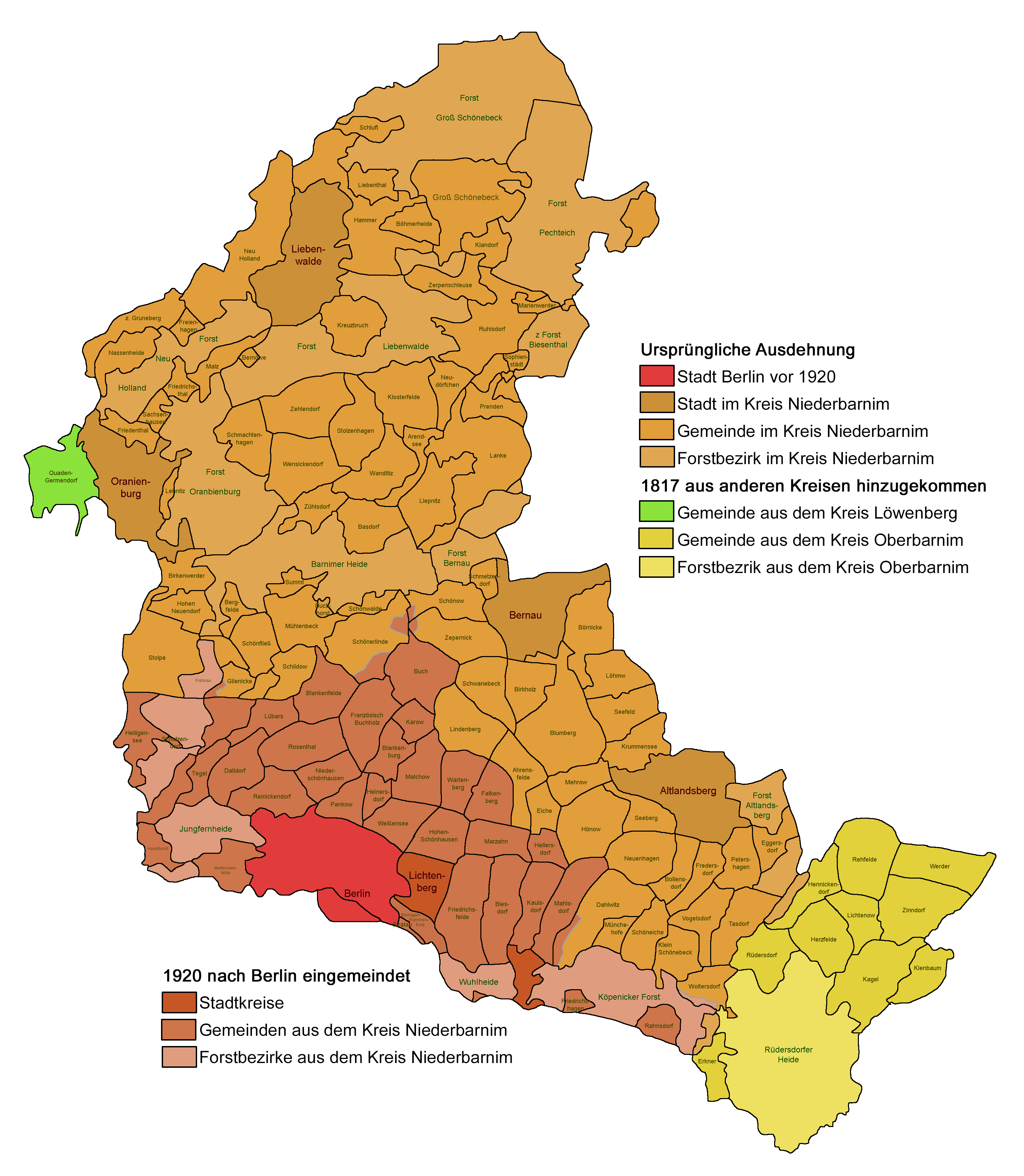
Entwicklung des Kreisgebietes

Im Zuge der preußischen Provinzialbehörden-Verordnung vom 30. April 1815 und ihrer Ausführungsbestimmungen wurde der Kreis (ohne die Stadt Berlin) Teil des Regierungsbezirks Potsdam in der Provinz Brandenburg. Im Regierungsbezirk Potsdam erfolgte mit Wirkung zum 1. April 1817 eine Kreisreform, durch die der Kreis Niederbarnim um mehrere Orte vergrößert wurde:
- Aus dem Kreis Oberbarnim wechselten alle Orte der Domäne Rüdersdorf in den Kreis Niederbarnim.
- Aus dem aufgelösten Kreis Glien-Löwenberg wechselte das Dorf Quaden-Germendorf in den Kreis Niederbarnim.

Das Landratsamt des Kreises verblieb im Niederbarnimer Kreishaus in Berlin NW 40 am Friedrich-Karl-Ufer 5.
Einige an Berlin angrenzende Orte des Kreises gehörten bis zum 1. Januar 1822 zum Regierungsbezirk Berlin, der mit diesem Tage aufgelöst wurde. Damit gehörte nunmehr das gesamte Kreisgebiet zum Regierungsbezirk Potsdam.
Zum 1. Januar 1861 wurden die Orte Moabit (6500 Einwohner) sowie Wedding und Gesundbrunnen (zusammen rund 10.000 Einwohner) nach Berlin eingemeindet.
Zum 1. April 1908 wurde die Stadt Lichtenberg, die am 15. November 1907 das Stadtrecht erhalten hatte, zur kreisfreien Stadt erhoben und schied damit aus dem Kreis Niederbarnim aus. Lichtenberg hatte zu diesem Zeitpunkt bereits rund 68.000 Einwohner und wuchs in den folgenden zwölf Jahren auf 145.000 Einwohner.

Am 1. April 1912 wurde die Landgemeinde Boxhagen-Rummelsburg aus dem Kreis Niederbarnim in die Stadt Lichtenberg eingemeindet. Diese änderte noch im gleichen Jahr ihren Namen in Berlin-Lichtenberg.

### Groß-Berlin-Gesetz
Am 1. Oktober 1920 wurden mit dem „Groß-Berlin“-Gesetz 29 Landgemeinden und 14 Guts- und Forstbezirke des Kreises in die neu gebildeten Stadtbezirke Berlins eingegliedert (Gemeinden über 1000 Einwohner mit Einwohnerzahl 1919):
- in den Bezirk Reinickendorf:
  - die Landgemeinden
    - Reinickendorf (41.000 Einwohner),
    - Rosenthal (Westteil, 4300),
    - Heiligensee (2000),
    - Hermsdorf bei Berlin (7700),
    - Lübars (4400),
    - Tegel (20.000) und
    - Wittenau (10.000).

  - die Gutsbezirke Frohnau (1200 Einwohner), Tegel-Forst-Nord, Tegel-Schloß und Jungfernheide (nördlicher Teil).

- in den Bezirk Pankow:
  - die Landgemeinden
    - Pankow (58.000 Einwohner),
    - Niederschönhausen (18.900),
    - Buchholz (4900),
    - Heinersdorf (1000),
    - Rosenthal (Ostteil, 1700),
    - Blankenburg (1100),
    - Blankenfelde,
    - Buch (3900) und
    - Karow,

  - die Gutsbezirke Rosenthal, Niederschönhausen mit Schönholz, Buch, Blankenburg und Blankenfelde.

- in den Bezirk Weißensee:
  - die Landgemeinden
    - Weißensee (46.000 Einwohner),
    - Hohenschönhausen (6700),
    - Falkenberg,
    - Malchow und
    - Wartenberg

  - die Gutsbezirke Malchow, Wartenberg und Falkenberg.

- in den Bezirk Lichtenberg:
  - die Landgemeinden
    - Friedrichsfelde (24.400),
    - Biesdorf (3000),
    - Kaulsdorf (3400),
    - Mahlsdorf (6000) und
    - Marzahn,

  - die Gutsbezirke Biesdorf und Hellersdorf/Wuhlgarten

- in den Bezirk Köpenick:
  - die Landgemeinden
    - Friedrichshagen (15.000 Einwohner),
    - Rahnsdorf (2700)

- in den Bezirk Treptow:
  - die Landgemeinde Oberschöneweide (25.600 Einwohner)
- in den Bezirk Friedrichshain:
  - die Landgemeinde Stralau (4.800 Einwohner)

Die Bezirke Reinickendorf, Pankow, Weißensee und Lichtenberg entstanden ganz aus ehemaligen Niederbarnimer Gebietsteilen. Das Gebiet der Bezirke Köpenick und Treptow gehörte zuvor überwiegend zum Kreis Teltow, das von Friedrichshain gehörte – außer Stralau – zuvor schon zu Berlin.

### Republik und Nationalsozialismus
Zum 30. September 1928 fand im Kreis Niederbarnim entsprechend der Entwicklung im übrigen Preußen eine Gebietsreform statt, bei der nahezu alle Gutsbezirke aufgelöst und benachbarten Landgemeinden zugeteilt wurden.
Das Landratsamt sollte 1938 nach Bernau verlegt werden; es verblieb jedoch bis Kriegsende in Berlin.
Der Kreis Niederbarnim umfasste am 1. Januar 1945
- die vier Städte Altlandsberg, Bernau bei Berlin, Liebenwalde und Oranienburg

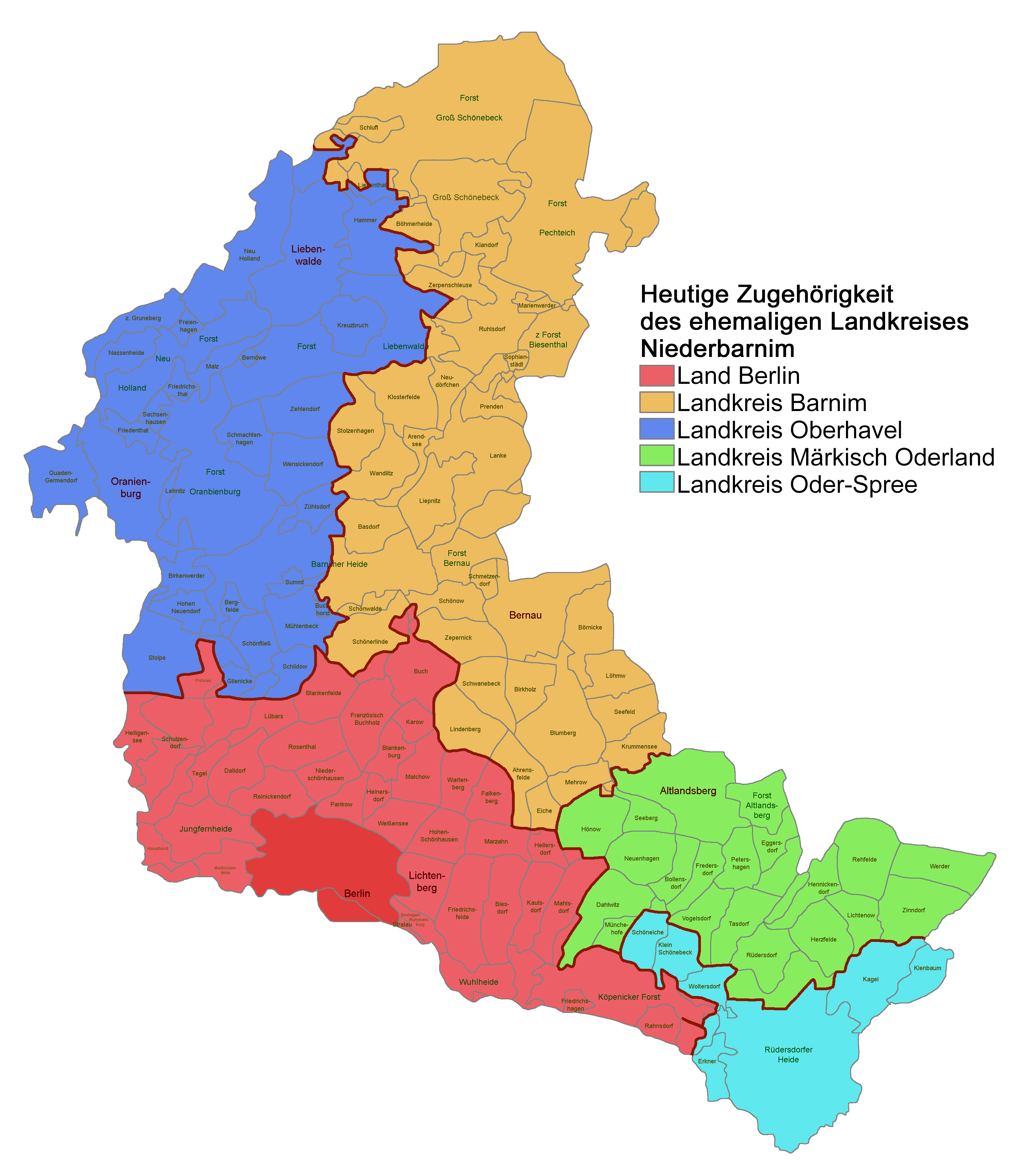
Heutige Aufteilung des Niederbarnims

- 80 weitere Gemeinden
- und vier Forst-Gutsbezirke.

### DDR
Das Gesetz über die Änderung zur Verbesserung der Kreis- und Gemeindegrenzen vom 28. April 1950 brachte zum 1. Juli 1950 umfangreiche Gebietsänderungen:
- Die Gemeinden Erkner, Grünheide (Mark), Hennickendorf, Herzfelde, Kagel, Kienbaum, Mönchwinkel, Rüdersdorf bei Berlin, Schöneiche bei Berlin, Spreeau und Woltersdorf wechselten aus dem nunmehr Landkreis Niederbarnim genannten Kreis in den neugebildeten Kreis Fürstenwalde.
- Die Gemeinden Lichtenow, Rehfelde, Werder und Zinndorf wechselten aus dem Landkreis Niederbarnim in den neugebildeten Kreis Seelow.
- Aus dem Landkreis Oberbarnim wechselten die Gemeinden Biesenthal, Buchholz, Danewitz, Hirschfelde, Ladeburg, Rüdnitz, Schönfeld, Tempelfelde, Weesow, Wegendorf, Werneuchen, Wesendahl und Willmersdorf in den Landkreis Niederbarnim.[8]

Mit dem „Gesetz über die weitere Demokratisierung des Aufbaus und der Arbeitsweise der staatlichen Organe im Lande Brandenburg“ vom 25. Juli 1952 wurde der Landkreis Niederbarnim aufgelöst und auf die neugeschaffenen Kreise Oranienburg, Bernau und Strausberg aufgeteilt.

## Einwohnerentwicklung
| Jahr | Einwohner | Quelle |
| ---- | --------- | ------ |
| 1750 | 018.854 1 | [ 2 ]  |
| 1800 | 032.550 1 | [ 2 ]  |
| 1816 | 033.846   | [ 9 ]  |
| 1846 | 066.719   | [ 10 ] |
| 1871 | 088.654   | [ 11 ] |
| 1890 | 188.297   | [ 12 ] |
| 1900 | 293.025   | [ 12 ] |
| 1910 | 445.265   | [ 12 ] |
| 1925 | 138.783   | [ 12 ] |
| 1933 | 180.941   | [ 12 ] |
| 1939 | 232.106   | [ 12 ] |
| 1946 | 222.992   | [ 13 ] |

## Politik

### Kommunalverfassung
Der Kreis Niederbarnim gliederte sich in Städte, in Landgemeinden und – bis zu deren nahezu vollständiger Auflösung im Jahre 1928 – in Gutsbezirke. Mit Einführung des preußischen Gemeindeverfassungsgesetzes vom 15. Dezember 1933 sowie der Deutschen Gemeindeordnung vom 30. Januar 1935 wurde zum 1. April 1935 das Führerprinzip auf Gemeindeebene durchgesetzt. Eine neue Kreisverfassung wurde nicht mehr geschaffen; es galt weiterhin die Kreisordnung für die Provinzen Ost- und Westpreußen, Brandenburg, Pommern, Schlesien und Sachsen vom 19. März 1881.

### Landräte
- 0000–1727 Hartwig von Platen
- 1728–1750 Samuel von Marschall
- 1750–1776 Karl Gottlob von Nüßler
- 1776–1787 Alexander von der Schulenburg
- 1787–1825 Albrecht Wilhelm von Pannwitz
- 1825–1829 Otto Karl Philipp von Voß[14][15]
- 1829–1834 Alexander Eduard von der Schulenburg[16]
- 1834–1836 Wilhelm von Massow
- 1836–1838 Friedrich Ludwig von Arnim
- 1838–1841 Hartmann von Witzleben
- 1841–1843 Gustav von Roeder
- 1843–1892 Georg Scharnweber
- 1892–1898 Wilhelm von Waldow
- 1898–1905 Sigismund von Treskow
- 1905–1911 Siegfried von Roedern
- 1911–1917 Felix Busch
- 1917–1920 Joachim von Bredow
- 1920–1933 Franz Schlemminger (SPD)
- 1933–1944 Max Weiß
- 1944–1945 Oskar Funk

### Reichstagsabgeordnete
Seit der Gründung des Deutschen Kaiserreiches 1871 bildete der Kreis Niederbarnim den 6. Wahlkreis im Regierungsbezirk Potsdam der preußischen Provinz Brandenburg für den deutschen Reichstag. Die seit 1908 kreisfreie Stadt Lichtenberg gehörte auch nach ihrem Ausscheiden aus dem Landkreis weiterhin zu diesem Wahlkreis. Mit der Wahl zur Nationalversammlung 1919 wurden die bisherigen Wahlkreise aufgehoben.
| Reichstagswahl       | Abgeordneter                  | Partei                  |
| -------------------- | ----------------------------- | ----------------------- |
| 3. März 1871         | Carl von Treskow              | Konservative Partei     |
| 10. Januar 1874      | Ulrich von Saint-Paul-Illaire | Freikonservative Partei |
| 10. Januar 1877      | Emanuel Mendel                | Fortschrittspartei      |
| 30. Juli 1878        | Emanual Mendel                | Fortschrittspartei      |
| 27. Oktober 1881     | Arnold Lohren                 | Freikonservative Partei |
| 28. Oktober 1884     | Arnold Lohren                 | Freikonservative Partei |
| 21. Februar 1887     | Arnold Lohren                 | Freikonservative Partei |
| 20. Februar 1890     | Arthur Stadthagen             | Sozialdemokraten        |
| 15. Juni 1893        | Arthur Stadthagen             | Sozialdemokraten        |
| 16. Juni 1898        | Arthur Stadthagen             | Sozialdemokraten        |
| 16. Juni 1903        | Arthur Stadthagen             | Sozialdemokraten        |
| 25. Januar 1912      | Arthur Stadthagen             | Sozialdemokraten        |
| 12. Januar 1912      | Arthur Stadthagen             | Sozialdemokraten        |
| März 1918 (Nachwahl) | Rudolf Wissell                | Sozialdemokraten        |

## Städte und Gemeinden

### Stand 1945
Dem Kreis Niederbarnim gehörten 1945 die folgenden Städte und Gemeinden an:
| - Ahrensfelde - Altlandsberg, Stadt - Basdorf - Bergfelde - Bernau bei Berlin, Stadt - Bernöwe - Birkenwerder bei Berlin - Birkholz - Blumberg - Borgsdorf - Börnicke - Bruchmühle - Dahlwitz - Eggersdorf - Eiche - Eichhorst - Erkner - Fredersdorf bei Berlin - Freienhagen - Friedrichsthal - Germendorf | - Glienicke - Groß Schönebeck (Schorfheide) - Grünheide (Mark) - Hammer - Hennickendorf - Herzfelde - Hohen Neuendorf - Hönow - Kagel - Kienbaum - Klandorf - Klosterfelde - Kreuzbruch - Krummensee - Lanke - Lehnitz - Lichtenow - Liebenthal - Liebenwalde, Stadt - Lindenberg - Lobetal | - Löhme - Malz - Marienwerder - Mehrow - Mönchwinkel - Mühlenbeck - Münchehofe - Nassenheide - Neuenhagen bei Berlin - Neuholland - Oranienburg, Stadt - Petershagen bei Berlin - Prenden - Rehfelde (Kr. Niederbarnim) - Rüdersdorf bei Berlin - Ruhlsdorf - Sachsenhausen - Schildow - Schluft - Schmachtenhagen - Schöneiche | - Schönerlinde - Schönfließ - Schönow - Schönwalde - Schwanebeck - Seeberg - Seefeld - Sophienstädt - Spreeau - Stolpe - Stolzenhagen - Vogelsdorf - Wandlitz - Wensickendorf - Werder - Woltersdorf - Zehlendorf - Zepernick - Zerpenschleuse - Zinndorf - Zühlsdorf |

Außerdem bestanden 1945 noch die vier Forst-Gutsbezirke Barnimer Heide, Oranienburger Heide, Rüdersdorfer Heide und Schorfheide.

### Vor 1945 aufgelöste Gemeinden
Neben den Eingemeindungen nach Berlin im Rahmen des Groß-Berlin-Gesetzes verloren bis 1945 im Kreis Niederbarnim noch weitere Gemeinden ihre Selbstständigkeit:
- Berg bei Zerpenschleuse, 1919 zu Zerpenschleuse
- Bollensdorf, am 1. April 1929 zu Neuenhagen bei Berlin
- Boxhagen-Rummelsburg, am 1. April 1912 zum Stadtkreis Lichtenberg
- Kienitz bei Zerpenschleuse, 1919 zu Zerpenschleuse
- Klein Schönebeck, am 1. April 1939 zu Schöneiche bei Berlin
- Neu Weißensee, 1905 zu Weißensee
- Tasdorf, am 31. März 1931 zu Kalkberge

### Namensänderungen
- Dalldorf wurde am 6. Oktober 1905 in Wittenau umbenannt.
- Kalkberge wurde am 21. Juli 1934 in Rüdersdorf bei Berlin umbenannt.
- Petershagen (Ostbahn) war die frühere Bezeichnung von Petershagen bei Berlin
- Werlsee wurde am 16. Juli 1934 in Grünheide (Mark) umbenannt.
- Die Berliner Vorortgemeinden Friedrichsfelde, Heinersdorf, Hermsdorf, Hohenschönhausen, Lichtenberg, Niederschönhausen, Oberschöneweide, Pankow, Rosenthal, Reinickendorf und Treptow erhielten 1912 den Namenszusatz „Berlin-“. Die Gemeinde Französisch Buchholz wurde in Berlin-Buchholz umbenannt.

## Heutige Begriffsverwendung
Trotz seiner 1952 erfolgten vollständigen Auflösung als administrative Einheit hat sich der Begriff „Niederbarnim“ bis heute in anderen Bereichen gehalten, besonders in der Gegend um Bernau:
Niederbarnimer Eisenbahn
Niederbarnimer Wasser- und Abwasserzweckverband
DRK-Kreisverband Niederbarnim
Kneippverein Niederbarnim
Montessorischule Niederbarnim in Panketal
Sportgemeinschaft Empor Niederbarnim in Bernau
Tierschutzverein Niederbarnim